# 在蒼色世界的空間
在蒼色世界的中心（日语：蒼い世界の中心で）是由Anastasia Shestakova撰寫並由Crimson製作的日本奇幻漫畫系列。該作品是對Sega和Nintendo之間的主機地位之爭的重新構想，其角色受到了視頻遊戲的啟發。2012年10月20日，在日本第5大道改編的動畫開始播出。